# قناة التعليم العالي
قناة النيل للتعليم العالي قناة فضائية مصرية هي إحدى قنوات قناة النيل التعليمية التي تقدم خدمة متميزة لكافة مراحل التعليم فتقدم فيها الثقافة العلمية المبسطة والعمل على تطوير المهارات الفردية وتقديم خدمات تدريبيه للمعلمين والموجهين و المدربين.
وقد أغلقت في 2017م.

## قناة التعليم العالي 2
كما يمكنكم متابعة على تردد 11919 الاستقطاب أفقي ومعدل الترميز 27500 ومعدل التصحيح الخطأ 5/6 قمر نايل سات، وتم أغلقت في 2013 لم يعود لعمل تحديث الكامل.